# Міннетриста (Міннесота)
Міннетриста (англ. Minnetrista) — місто (англ. city) в США, в окрузі Ганнепін штату Міннесота. Населення — 8262 особи (2020).

## Географія
Міннетриста розташована за координатами 44°56′18″ пн. ш. 93°42′43″ зх. д. / 44.93833° пн. ш. 93.71194° зх. д. (44.938366, -93.711963).  За даними Бюро перепису населення США в 2010 році місто мало площу 79,67 км², з яких 66,87 км² — суходіл та 12,79 км² — водойми.

## Демографія
Згідно з переписом 2010 року, у місті мешкали 6384 особи в 2176 домогосподарствах у складі 1823 родин. Густота населення становила 80 осіб/км².  Було 2336 помешкань (29/км²).
Расовий склад населення:
| - 96,3 % — білих - 1,6 % — азіатів - 0,7 % — чорних або афроамериканців - 0,1 % — корінних американців |

До двох чи більше рас належало 1,1 %. Частка іспаномовних становила 1,8 % від усіх жителів.
За віковим діапазоном населення розподілялося таким чином: 31,2 % — особи молодші 18 років, 60,1 % — особи у віці 18—64 років, 8,7 % — особи у віці 65 років та старші. Медіана віку мешканця становила 39,7 року. На 100 осіб жіночої статі у місті припадало 102,7 чоловіків;  на 100 жінок у віці від 18 років та старших — 101,5 чоловіків також старших 18 років.
Середній дохід на одне домашнє господарство  становив 179 347 доларів США (медіана — 129 844), а середній дохід на одну сім'ю — 180 432 долари (медіана — 135 938). Медіана доходів становила 82 614 долари для чоловіків та 66 395 доларів для жінок. За межею бідності перебувало 6,4 % осіб, у тому числі 9,4 % дітей у віці до 18 років та 0,0 % осіб у віці 65 років та старших.
Цивільне працевлаштоване населення становило 3718 осіб. Основні галузі зайнятості: освіта, охорона здоров'я та соціальна допомога — 20,5 %, виробництво — 13,7 %, роздрібна торгівля — 12,7 %, науковці, спеціалісти, менеджери — 12,7 %.